# مدرسة الغسانية الأرثوذكسية الخاصة
المدرسة الغسانية الأرثوذكسية هي مدرسة خاصة تأسست عام 1887 في حمص، سوريا. وتتكون من عدة فروع في أنحاء حمص. يقع الفرع الرئيسي في حي بستان الديوان. يقوم الفرع الرئيسي بالتدريس من الصف السابع حتى الصف الثاني عشر (المتوسطة والثانوية).

## الفروع
- بستان الديوان. الدرجات: من 7 إلى 12
- المحطة. الدرجات: من 1 إلى 6
- الحميدية. الدرجات: من 1 إلى 6
- الوعر. الدرجات: من 1 إلى 6

## تاريخ
تأسست المدرسة في عام 1887 تحت اسم المدرسة العلمية الأرثوذكسية الداخلية؛ العربية: (المدرسة الداخلية العلمية الأرثوذكسية) للمطران أثناسيوس عطا الله، كجزء من برنامجه المستمر لتطوير المزيد من المدارس من أجل تعليم أفضل في سوريا، وخاصة حمص. وسرعان ما أصبحت المدرسة موطنًا للطلاب من فلسطين ولبنان وجنوب سوريا بما في ذلك دمشق. أرسل المطران أثناسيوس عطا الله كتابًا رسميًا إلى الدولة العثمانية يطلب فيه تمويل المدرسة؛ ولم يحصل أي رد. وفي 11 مايو 1893، أرسل أثناسيوس خطابًا إلى الجمعية الإمبراطورية الفلسطينية التي استجابت سريعًا وأرسلت أشخاصًا للاطلاع على إمكانيات المدرسة وقررت تولي إدارة المدرسة في بداية عام 1896.

## الحرب العالمية الأولى
في عام 1914؛ أثناء الحرب العالمية الأولى أغلقت المدرسة خوفا على سلامة الطلاب. استولى الجيش العثماني على المدارس كجزء من تدريب الجنود في عام 1916. عندما أعيد افتتاح المدرسة مرة أخرى في عام 1919 بعد انتهاء الحرب، قررت الإدارة زيادة عدد الفصول المتاحة. ثم غير اسم المدرسة إلى اسمها الحالي.

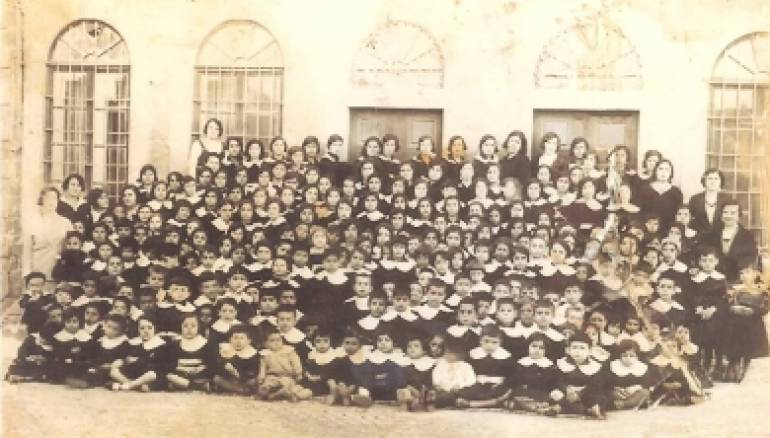
خريجي المدارس المبكرة

## الحرب الأهلية السورية
الحرب الأهلية السورية، حصنت مناطق متعددة في حمص القديمة وإغلاقها من قبل الجيش العربي السوري، مما أدى إلى محاصرة الجيش السوري الحر في أبواب حمص. وتشمل هذه المناطق على سبيل المثال لا الحصر بستان الديوان والحامدية وباب السباع. وقد اتخذ الجيش السوري الحر من المدرسة قاعدة. وعندما انتهى الحصار تعرضت المدرسة لأضرار جسيمة. لا يوجد وضع رسمي بشأن تكلفة الإصلاحات في المستقبل. إلا أن أعمال البناء في الفرع الرئيسي للمدرسة قد بدأت بالفعل بفضل رئيس بلدية حمص طلال البرازي.